# Gia Phú, Gia Viễn
Gia Phú là một xã nằm ở gần trung tâm huyện Gia Viễn, tỉnh Ninh Bình, Việt Nam.

## Địa lý
Xã Gia Phú nằm gần trung tâm huyện Gia Viễn, có vị trí địa lý:
- Phía đông giáp các xã Gia Vượng, Gia Thịnh và thị trấn Me
- Phía nam giáp xã Gia Thịnh
- Phía tây giáp huyện Nho Quan
- Phía bắc giáp huyện Nho Quan và các xã Liên Sơn, Gia Hưng.

Xã Gia Phú có diện tích là 6,55 km², dân số năm 2019 là 6.116 người, mật độ dân số đạt 934 người/km².
Trụ sở xã cách trung tâm thành phố Ninh Bình 22 km. Đây cũng là xã được công nhận Anh hùng lực lượng vũ trang nhân dân Lưu trữ ngày 15 tháng 3 năm 2016 tại Wayback Machine. Xã này nằm trên Quốc lộ 37C (nâng cấp tỉnh lộ 477, 479) nối từ ngã ba Gián Khẩu (Quốc lộ 1A) qua thị trấn Me đến Ngã ba Chạ sang Hòa Bình.

## Lịch sử
Xã được thành lập theo quyết định 450/QN-TC ngày 05/12/1953 trên cơ sở xã Gia Thịnh.

## Kinh tế

### Cảng Đế
Theo Quyết định Số: 2179/ QĐ-ủy ban nhân dân của tỉnh Ninh Bình ngày 17 tháng 9 năm 2007 V/v phê duyệt Quy hoạch giao thông đường thủy nội địa tỉnh Ninh Bình đến năm 2015 và định hướng phát triển đến năm 2020 thì Cảng Đế được xây dựng tại Gia Phú với diện tích từ 2-3 ha. Cảng nằm phía hạ lưu sông Bôi, phía Đông chân cầu Đế và cầu dẫn cầu Đế. Chức năng của cảng:
- Vận chuyển nguyên vật liệu và hàng hoá cho cụm công nghiệp Phú Sơn.
- Hàng hoá phục vụ đời sống, dân sinh khác.

Dự kiến xây dựng các hạng mục công trình: Xây dựng cầu tàu xuất nhập vật liệu; Trang thiết bị (Cần cẩu tự hành 30T, băng chuyền, các thiết bị khác); Hệ thống nhà điều hành; Các hạng mục phục vụ khác.
Chợ Gia Phú nằm ở thôn Ngô Đồng là chợ quê trên địa bàn huyện Gia Viễn nằm trong danh sách các chợ loại 1, 2, 3 ở Ninh Bình từ năm 2008.